# Piotr Gauguin
Piotr Gauguin (ur. 12 lutego 1725 r. w Esvres, Francja zm. 2 września 1792 r. w Paryżu) – francuski duchowny, błogosławiony Kościoła katolickiego.

## Życiorys
Był księdzem. Od 1775 do 1789 r. wykonywał różne obowiązki w seminarium. Podczas rewolucji został aresztowany i 2 września 1792 r. został zamordowany wraz z innymi kapłanami w Paryżu.
Beatyfikował go Pius XI w dniu 17 października 1926 r. w grupie 191 męczenników z Paryża.